# Gudrum
 Der er flere personer med dette navn, se Gorm den Gamle (flertydig).
Gudrum eller Guthrum (også stavet Godrum og Guthorm, oldengelsk: Guðrum, og kaldet Gorm den Gamle muligvis tillige kendt under betegnelsen Gorm den Barnløse., ca. 835 – ca. 890) var en dansk konge i East Anglia i slutningen af 800-tallet. Han kom oprindeligt fra Danmark og var en af lederne i den Store Sommerhær, der ankom til Reading i april 871 for at slutte sig til den store hedenske hær, hvis formål var at erobre det angelsaksiske England. Den samlede hærstyrke formåede at erobre kongerigerne East Anglia, Northumbria og dele af Mercia og løb også Alfred den Store over ende i Wessex, men blev til sidst besejret af Alfred under slaget ved Edington i 878. Danerne søgte tilflugt i deres fæstning, og Alfred belejrede den indtil Gudrum overgav sig.
I overgivelsesaftalen indvilligede Gudrum i at lade sig døbe som kristen for at bekræfte aftalen, og herefter forlade Wessex. Den efterfølgende fredsaftale omfattede grænserne mellem Alfred og Gudrums territorier, samt aftaler om samahndel og mandebod. Traktaten ses som grundlaget i Danelagen. Gudrum herskede East Anglia med sit kristne navn Æthelstan indtil sin død.
Han havde adopteret Harde-Knud/Gudfred/Gudrød, en søn af Sigurd Orm-i-Øje. At barnløse konger adopterede andre kongers sønner var en helt almindelig del af det politiske spil, da en konge kunne blive afsat på grund af barnløshed.
Han må ikke forveksles med Jellingkongen Gorm den Gamle, far til Harald Blåtand (og stamfader til dronning Margrethe 2.), som optræder på Jellingstenene, og som ifølge Saxo (og ifølge Gorms og hans søn Haralds egne indskrifter på Jellingstenene) var gift med Thyra, der hos Saxo nævnes som datter af kong Æthelred.

## I populærkulturen
Gudrum optræder som karakter i flere værker, inklusive:
- G. K. Chestertons digt The Ballad of the White Horse.
- C. Walter Hodges' historiske romaner The Namesake og The Marsh King.
- De første tre bøger i romanserien Saksernes fortælling, en serie historisek romaner af Bernard Cornwell: Det sidste kongerige, Den danske rytter og Nordens herre.[2]

I filmatiseringer er han blevet spillet af Brian Blessed i episode 4 ("King Alfred") af Churchill's People; af Michael York i filmen Alfred the Great (1969); og af Thomas W. Gabrielsson i BBC's og Netflix' serie The Last Kingdom.